# داون آدامز
داون آدامز (بالإنجليزية: Dawn Addams)‏ هي ممثلة بريطانية، ولدت في 21 سبتمبر 1930 في المملكة المتحدة، وتوفيت في 7 مايو 1985 بلندن في المملكة المتحدة.

## أعمال

### أفلام
- (1952) لنغني تحت المطر[7][8]
- (1953) الرداء
- (1964) الزنبقة السوداء

## وصلات خارجية
- داون آدامز على موقع IMDb (الإنجليزية)
- داون آدامز على موقع مونزينجر (الألمانية)
- داون آدامز على موقع ألو سيني (الفرنسية)
- داون آدامز على موقع أول موفي (الإنجليزية)
- داون آدامز على موقع قاعدة بيانات الأفلام السويدية (السويدية)
- داون آدامز على موقع إن إن دي بي (الإنجليزية)
- داون آدامز على موقع قاعدة بيانات الفيلم (الإنجليزية)
- داون آدامز على موقع كينوبويسك (الروسية)